# Plectranthus punctatus
Espèce
Synonymes
- Coleus glandulosus Hook.f.[2]
- Coleus praetermissus Bullock & Killick[2]
- Coleus serrulatus Robyns[2]
- Galeopsis maculosa Lam.[2]
- Germanea maculosa Lam.[2]
- Germanea punctata (L.f.) Poir.[2]
- Majana glandulosa (Hook.f.) Kuntze[2]
- Ocimum punctatum L.f.[2]
- Plectranthus maculosus (Lam.) Salisb.[2]
- Plectranthus punctatus subsp. punctatus[2]
- Plectranthus serrulatus (Robyns) Troupin & Ayob.[2]

Plectranthus punctatus est une espèce de plantes à fleurs de la famille des Lamiaceae et du genre Plectranthus, présente en Afrique. La sous-espèce Plectranthus punctatus subsp. lanatus J.K. Morton est endémique du Cameroun.

## Caractéristiques
Plectranthus punctatus est une plante vivace à fleurs avec des tiges pubescentes, c'est-à-dire recouvertes d'un duvet, simples ou ramifiées. Les feuilles et les fleurs de cette plante sont également pubescents.

## Liste des sous-espèces
Selon Catalogue of Life (20 juillet 2018) :
- sous-espèce Plectranthus punctatus subsp. lanatus
- sous-espèce Plectranthus punctatus subsp. punctatus

Selon The Plant List (20 juillet 2018) :
- sous-espèce Plectranthus punctatus subsp. edulis (Vatke) A.J.Paton

Selon Tropicos (20 juillet 2018) (Attention liste brute contenant possiblement des synonymes) :
- sous-espèce Plectranthus punctatus subsp. edulis (Vatke) A.J. Paton, communément appelée Gala Dinich[réf. souhaitée]
- sous-espèce Plectranthus punctatus subsp. lanatus J.K. Morton
- sous-espèce Plectranthus punctatus subsp. punctatus

## Écologie
Plectranthus punctatus est une plante endémique du Cameroun. On la trouve dans les montagnes de Bamboutos et les hautes terres de Bamenda. Sa plus grande population a été trouvée près du marais d'Afua. En effet, Plectranthus punctatus est une plante qui se trouve dans les prairies humides près des marécages.
Selon l'Union internationale pour la conservation de la nature (UICN), qui a placé la sous-espèce lanatus sur sa liste rouge comme étant « vulnérable » le 30 juin 2000, le drainage et le développement des zones marécageuses représentent une menace pour l'espèce.

## Utilisation
La sous-espèce Plectranthus punctatis edulis est traditionnellement cultivée dans les Hautes terres éthiopiennes. Ses feuilles sont utilisées comme herbe aromatique et ses racines, riches en amidon, sont utilisées en cuisine.